# 混合訊號積體電路

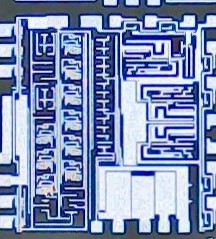
混合訊號積體電路，是結合了類比與數位電路的積體電路。

混合訊號積體電路（英語：mixed-signal IC），是結合了類比與數位電路的集成电路。
一般而言，一個晶片在大的組合中能夠實行某些全部功能或子功能，像是手機的射頻子系統，或者是DVD播放機中讀取資料路徑和雷射讀取頭懸臂控制邏輯。他們通常包含一整個系統單晶片。
在前述使用到數位電路跟類比電路的例子，混合訊號積體電路經常被設計給特定用途，但也可能是多用途的標準元件。而且混合訊號積體電路的設計需要非常高度的專業和細心的使用電腦輔助設計工具。晶片完成品之自動化測試也比一般IC還有挑戰性。泰瑞達（Teradyne）和是德科技（Keysight Technologies）都是混合訊號晶片測試設備的主要供應商。

## 產品實例
- PSoC
- MSP430

## 參看
- 積體電路
- 類比積體電路
- 類比前端